# 小行星8478
小行星8478是一颗围绕太阳公转的小行星。1987年2月23日，亨利·德波鸿诺在拉西拉天文台发现了此天体。
这颗小行星的绝对星等为49.98934250081337等。